# Цзинь Юйчжан
Цзинь Юйчжан (кит. 金毓嶂, пиньинь jīn yùzhàng; род. 3 мая 1942) — потомок императорской династии Айсиньгьоро, правившей в Китае с 1644 по 1912 года. Потенциальный наследник маньчжурского престола с 2015 года.

## Биография
Согласно правилам о преемственности династии Айсиньгёро, принятым в 1937 году, наследование императорского трона должно происходить по мужской линии родными и сводными братьями Пу И. После смерти в 1994 году младшего брата Пу И — Пуцзе, не имевшего сыновей, главой династии Айсиньгёро стал его сводный брат Цзинь Ючжи, отец Цзинь Юйчжана.
Юйчжан родился в мае 1942 года в Пекине, стал первенцем в семье Цзинь Ючжи и гипотетическим наследником маньчжурского престола с 2015 года.
Цзинь Юйчжан учился в Пекинском государственном университете, после учёбы в 1968 году был послан на работу по геологоразведке в провинцию Цинхай. В 1985 году он стал специалистом в бюро по охране окружающей среды в районе Чунвэнь в Пекине.
С 1999 года Цзинь Юйчжан работал в качестве единственного беспартийного заместителя губернатора района Чунвэнь, а также занимал должность заместителя директора Пекинского комитета по делам национальностей.

## Семья
Юйчжан женился в 1974 году на Люй Юйминь, от брака с которой у него родилась единственная дочь Цзинь Синь (род. 1976) — аспирант по компьютерной информатике.
Младший брат — Цзинь Юйцюань (род. 1946), профессор и вице-президент по энергетике и охране окружающей среды Пекинского технологического университета.